# 星云奖最佳剧本
星云奖最佳剧本（英語：Nebula Award for Best Script）是美國科幻和奇幻作家協會每年表彰科幻/奇幻电影或电视剧分集剧本的奖项，与针对长篇、中篇、中短篇、短篇小说的文学奖一同颁布。1974年创立以来，该奖分别在1974至1978年和2000至2009年颁奖，其间多次更名，1974、1975和1977年叫最佳戏剧表现，1976年叫最佳戏剧编剧。2010年奖项停办，取而代之的雷·布雷德伯里奖最佳戏剧表现不属星云奖，但颁奖规则和程序相同且与星云奖同台颁发。星云奖是“美国科幻作品重要奖项”，有“科幻与奇幻界”的艾美奖之称。

## 选拔过程
美国科幻和奇幻作家协会成员选出星云奖提名作品和得主，作品主创无须加入协会。每年会员在12月15日到第二年1月31日选出提名，得票最多的六部作品入围，如出现平局还可能超过六部。此后会员可在三月为入围作品投票，结果在5月的星云奖颁奖典礼公布。会员不能提名自创作品，如果最终结果出现平局，提名最多的作品胜出。现行规格是从2009年起实施，此前作品从发表之日起一年内有资格参与星云奖角逐，所以1993年发表的作品可能1994年提名，1995年获奖。达到十项提名的作品可初步入围，再经投标决定最终入围名单，协会组织机构可向另增最终入围作品。

## 统计
星云奖最佳剧本共经历15次提名，14次颁奖，其中1977年没有哪部入围作品得票数超出其余，最后没有颁奖；1978年《星際大戰四部曲：曙光乍現》获特别奖，没有其他作品入围。《魔戒電影三部曲》全部胜出，以三次获奖创下新纪录。克里斯托弗·诺兰的《蝙蝠侠》三部曲，电视剧《太空堡垒卡拉狄加》、《吸血鬼猎人巴菲》、《異世奇人》各有两次提名但均未胜出。宫崎骏、诺兰、喬斯·溫登，《指环王》系列编剧均以三次提名排在首位。

## 入围与得主
下表左侧是颁奖而非作品发布年份，蓝色背景和作品名称右侧的星号（*）代表得主，白色背景代表其他入围作品，灰色背景和加号代表这年没有颁奖。
  *  得主
  +  未颁奖
| 年份 | 作者                                                                                                | 作品                                              | 发行                            | 参考   |
| ---- | --------------------------------------------------------------------------------------------------- | ------------------------------------------------- | ------------------------------- | ------ |
| 1974 | 斯坦利·格林伯格（剧本）、哈里·哈里森（原著）*                                                       | 《超世纪谍杀案》                                  | 米高梅                          | [ 7 ]  |
| 1974 | 迈克尔·克莱顿                                                                                       | 《西部世界》                                      | 米高梅                          | [ 7 ]  |
| 1974 | 布鲁斯·杰·弗里德曼                                                                                  | 《蒸气浴》                                        | PBS                             | [ 7 ]  |
| 1974 | 布莱恩·穆尔（根据他的同名原著改编）                                                                 | 《天主教徒》                                      | 独立电视网                      | [ 7 ]  |
| 1975 | 伍迪·艾伦*                                                                                          | 《傻瓜大闹科学城》                                | 聯美                            | [ 8 ]  |
| 1975 | 克里斯多福·伊舍伍与唐·贝查迪（剧本）、玛丽·雪莱（原著小说）                                         | 《弗兰肯斯坦：真实的故事》                        | 全国广播公司                    | [ 8 ]  |
| 1975 | 赫內·拉魯与罗兰·托普（剧本）、斯蒂凡·乌尔（原著）                                                   | 《奇幻星球》                                      | 阿尔戈斯影业                    | [ 8 ]  |
| 1976 | 梅尔·布鲁克斯与吉恩·怀尔德（剧本）、玛丽·雪莱（原著小说）*                                          | 《新科學怪人》                                    | 聯美                            | [ 9 ]  |
| 1976 | 約翰·卡本特与丹·欧班农                                                                              | 《黑星球》                                        | 杰克·哈里斯企业                 | [ 9 ]  |
| 1976 | L·Q·琼斯（剧本）、哈兰·艾里森（原著）                                                               | 《孩子与狗》                                      | LQ/JAF                          | [ 9 ]  |
| 1976 | 威廉·哈里森（剧本，原著小说）                                                                       | 《疯狂轮滑》                                      | 聯美                            | [ 9 ]  |
| 1977 | （未颁奖）+                                                                                         |                                                   |                                 | [ 10 ] |
| 1977 | 哈兰·艾里森                                                                                         | 《哈兰！哈兰·艾里森演绎自家作品》                 | 另类世界唱片                    | [ 10 ] |
| 1977 | 戴维·泽拉·古德曼（剧本）、威廉·诺兰与乔治·克莱顿·约翰逊（原著小说）                                 | 《逃离地下天堂》                                  | 聯美                            | [ 10 ] |
| 1977 | 保罗·梅尔斯贝格（剧本）、沃爾特·特維斯（原著）                                                      | 《天外来客》                                      | 哥倫比亞影業                    | [ 10 ] |
| 1978 | 乔治·卢卡斯*                                                                                        | 《星際大戰四部曲：曙光乍現》                      | 二十世纪福克斯                  | [ 11 ] |
| 2000 | 奈特·沙马兰*                                                                                        | 《第六感》                                        | 好莱坞影片                      | [ 12 ] |
| 2000 | 罗伯特·阿夫里克（剧本）、简·约琳（同名原著）                                                        | 《穿梭集中营》                                    | 娱乐时间电视网                  | [ 12 ] |
| 2000 | 布拉德·伯德与蒂姆·麦肯莱斯（剧本）、泰德·休斯（原著）                                               | 《鐵巨人》                                        | 华纳兄弟                        | [ 12 ] |
| 2000 | 约翰·米勒曼                                                                                         | 《天王星实验：第二部》                            | 私人黑标                        | [ 12 ] |
| 2000 | 沃卓斯基兄弟                                                                                        | 《黑客帝国》                                      | 华纳兄弟                        | [ 12 ] |
| 2001 | 大卫·霍华德与罗伯特·戈登*                                                                           | 《银河追缉令》                                    | 梦工厂                          | [ 13 ] |
| 2001 | 法蘭·達拉本特（剧本）、斯蒂芬·金（同名原著）                                                        | 《绿里奇迹》                                      | 华纳兄弟                        | [ 13 ] |
| 2001 | 宫崎骏与尼爾·蓋曼                                                                                   | 《魔法公主》                                      | 吉卜力工作室/米拉麥克斯影業     | [ 13 ] |
| 2001 | 查理·卡夫曼                                                                                         | 《傀儡人生》                                      | 政令宣达电影公司                | [ 13 ] |
| 2001 | 奈特·沙马兰                                                                                         | 《不死劫》                                        | 试金石影业                      | [ 13 ] |
| 2001 | 凯文·史密斯                                                                                         | 《怒犯天條》                                      | 斜视制片                        | [ 13 ] |
| 2002 | 詹姆斯·夏慕斯、蔡國榮、王蕙玲（剧本），王度庐（同名原著）*                                          | 《臥虎藏龍》                                      | 索尼经典电影                    | [ 14 ] |
| 2002 | 科恩兄弟                                                                                            | 《逃獄三王》                                      | 试金石影业                      | [ 14 ] |
| 2002 | 汤姆·德桑托、布莱恩·辛格（小说），大卫·海特（剧本）                                                 | 《X战警》                                         | 二十世纪福克斯                  | [ 14 ] |
| 2002 | 喬斯·溫登                                                                                           | 《吸血鬼猎人巴菲》：《躯体》                      | 福克斯电视/变异敌人制片         | [ 14 ] |
| 2003 | 法蘭·華許、菲利帕·鮑恩斯、彼得·杰克逊（剧本）；J·R·R·托爾金（同名原著）*                            | 《指环王：护戒使者》                              | 新線影業                        | [ 15 ] |
| 2003 | 泰德·艾略特、特里·鲁西奥                                                                            | 《史瑞克》                                        | 梦工厂                          | [ 15 ] |
| 2003 | 迈克尔·泰勒（剧本）、斯蒂芬·金（原创构想）                                                          | 《死亡地带》：《不合理怀疑》                      | 梦工厂                          | [ 15 ] |
| 2003 | 喬斯·溫登                                                                                           | 《吸血鬼猎人巴菲》：《再次心动》                  | 华纳兄弟                        | [ 15 ] |
| 2004 | 法蘭·華許、菲利帕·鮑恩斯、斯蒂芬·辛克莱、彼得·杰克逊（剧本），J·R·R·托爾金（原著小说）*             | 《指环王：双塔奇兵》                              | 新線影業                        | [ 16 ] |
| 2004 | 斯科特·弗兰克、乔恩·科恩（剧本），菲利普·狄克（同名原著）                                           | 《少数派报告》                                    | 二十世纪福克斯/梦工厂           | [ 16 ] |
| 2004 | 戴维·古德曼                                                                                         | 《飞出个未来》：《粉丝未及之地》                  | 福斯廣播公司                    | [ 16 ] |
| 2004 | 宫崎骏、辛迪·戴维斯·休伊特、唐纳德·休伊特                                                           | 《千与千寻》                                      | 吉卜力工作室/华特迪士尼公司     | [ 16 ] |
| 2004 | 安德鲁·斯坦顿、鮑伯·彼得森、大卫·雷诺兹                                                             | 《海底总动员》                                    | 皮克斯动画工作室/华特迪士尼公司 | [ 16 ] |
| 2005 | 法蘭·華許、菲利帕·鮑恩斯、彼得·杰克逊（剧本），J·R·R·托爾金（原著小说）*                            | 《指环王：王者归来》                              | 新線影業                        | [ 17 ] |
| 2005 | 布拉德·伯德                                                                                         | 《超人特攻隊》                                    | 皮克斯动画工作室/华特迪士尼公司 | [ 17 ] |
| 2005 | 麦基·格鲁伯、艾瑞克·布萊茲                                                                          | 《連鎖蝶變》                                      | 新線影業                        | [ 17 ] |
| 2005 | 查理·卡夫曼、米歇·龔德里                                                                            | 《無痛失戀》                                      | 焦点影业                        | [ 17 ] |
| 2006 | 喬斯·溫登*                                                                                          | 《衝出寧靜號》                                    | 环球影业/变异敌人制片           | [ 18 ] |
| 2006 | 卡拉·罗宾逊、布拉德·汤普森、大卫·韦德尔                                                             | 《太空堡垒卡拉狄加》：《痛悔经》/《你不能再回家》 | 科幻频道                        | [ 18 ] |
| 2007 | 宫崎骏、辛迪·戴维斯·休伊特、唐纳德·休伊特                                                           | 《哈尔的移动城堡》                                | 吉卜力工作室/华特迪士尼公司     | [ 19 ] |
| 2007 | 克里斯托弗·诺兰、大衛·S·高耶                                                                        | 《蝙蝠俠：開戰時刻》                              | 华纳兄弟                        | [ 19 ] |
| 2007 | 迈克尔·泰勒                                                                                         | 《太空堡垒卡拉狄加》：《未竟之事》                | 科幻频道                        | [ 19 ] |
| 2007 | 史蒂芬·莫法特                                                                                       | 《異世奇人》：《火爐壁的女孩》                    | BBC威尔士/英國廣播公司第一台    | [ 19 ] |
| 2008 | 吉勒摩·戴托羅*                                                                                      | 《羊男的迷宮》                                    | 影屋                            | [ 20 ] |
| 2008 | 艾方索·柯朗、蒂莫西·塞克斯顿、大卫·阿莱塔、馬克·費格斯與霍克·奧斯比（剧本），P·D·詹姆斯（同名原著） | 《人類之子》                                      | 环球影业                        | [ 20 ] |
| 2008 | 史蒂芬·莫法特                                                                                       | 《異世奇人》：《眨眼》                            | BBC威尔士/英國廣播公司第一台    | [ 20 ] |
| 2008 | 克里斯托弗·诺兰、乔纳森·诺兰（剧本），克里斯托弗·普瑞丝特（同名原著）                               | 《致命魔术》                                      | 试金石影业                      | [ 20 ] |
| 2008 | 沃卓斯基姐妹（剧本），大卫·劳埃德（同名原著）                                                       | 《V怪客》                                         | 华纳兄弟                        | [ 20 ] |
| 2008 | 马克·斯科特·齐克里、迈克尔·里夫斯                                                                   | 《星际旅行：新旅程》：《世界够大，时间够多》      | 考利娱乐公司/魔法时间公司       | [ 20 ] |
| 2009 | 安德鲁·斯坦顿、吉姆·里尔顿、皮特·多克特*                                                            | 《瓦力》                                          | 皮克斯动画工作室/华特迪士尼公司 | [ 21 ] |
| 2009 | 克里斯托弗·诺兰、乔纳森·诺兰、大衛·S·高耶                                                           | 《黑暗騎士》                                      | 华纳兄弟                        | [ 21 ] |
| 2009 | 布莱德·赖特                                                                                         | 《星际之门：亚特兰蒂斯》：《圣祠》                | 米高梅                          | [ 21 ] |